# Les Essards (Indre-et-Loire)
Les Essards war eine zuletzt 152 Einwohner (Stand: 1. Januar 2013) zählende französische Gemeinde in der Region Centre-Val de Loire im Département Indre-et-Loire. Die Gemeinde gehörte zum Arrondissement Chinon und zum Kanton Langeais. Les Essards ist ein Ortsteil der Gemeinde Langeais.
Die Gemeinde Les Essards wurde am 1. Januar 2017 nach Langeais eingemeindet.

## Lage
Les Essards liegt etwa 30 Kilometer westsüdwestlich von Tours. 
Umgeben wurde die Gemeinde Les Essards von den Nachbargemeinden Avrillé-les-Ponceaux im Norden, Langeais im Osten und Südosten, Saint-Michel-sur-Loire im Süden und Südosten sowie Continvoir im Westen und Nordwesten.

## Bevölkerungsentwicklung
| Jahr                      | 1962 | 1968 | 1975 | 1982 | 1990 | 1999 | 2006 | 2013 |
| Einwohner                 | 173  | 156  | 109  | 107  | 153  | 153  | 156  | 152  |
| Quelle: Cassini und INSEE |      |      |      |      |      |      |      |      |

## Sehenswürdigkeiten
- Kirche Notre-Dame aus dem 13. Jahrhundert